# Präsidentschaftswahl auf den Komoren 2016
Die Präsidentschaftswahl auf den Komoren 2016 fand am 21. Februar (erster Wahlgang) und am 10. April (Stichwahl) statt. Am 10. April fanden gleichzeitig die Gouverneurswahlen auf allen drei Hauptinseln der Komoren (Mohéli, Gande Comore und Anjouan) statt. Azali Assoumani der Convention pour le renouveau des Comores wurde mit 41 % als Präsident gewählt. Er war bereits von 1999 bis 2006 Präsident des Staates.

## Wahlverfahren
Auf den Komoren wird in der Regel alle vier Jahre ein neuer Präsident gewählt. Dabei wechseln sich die drei Inseln (Mohéli, Grande Comore und Anjouan), welche zusammen den Staat der Komoren bilden, ab. Nachdem im Jahr 2006 Anjouan einen Kandidaten gestellt hatte und 2010 die Insel Mohéli, beschränkten sich die Präsidentschaftswahlen 2016 auf Kandidaten der Insel Grande Comore. Der bis dahin regierende Präsident Ikililou Dhoinine kommt von der Komoreninsel Mohéli und konnte deshalb nicht erneut zu Wahl antreten.
Die Präsidentschaftswahl auf den Komoren besteht aus zwei Wahlgängen. Zuerst stimmen die Einwohner der Insel, welche den Präsidenten stellen wird, über ihre Kandidaten ab. Die besten drei kommen dann in die engere Auswahl und beim zweiten Wahlgang können schließlich alle Bürger der Inseln über den Präsidenten abstimmen.

## Kandidaten
Insgesamt traten 25 Kandidaten der Insel Grande Comore zum ersten Wahlgang an. Mohamed Ali Soilihi, Mouigni Baraka und Azali Assoumani erreichten die meisten Stimmen und traten somit zum zweiten Wahlgang an.

## Ergebnis
| Kandidaten                                               | Parteien                                                                     | 1. Wahlgang | 1. Wahlgang | 2. Wahlgang | 2. Wahlgang |
| Kandidaten                                               | Parteien                                                                     | Stimmen     | %           | Stimmen     | %           |
| -------------------------------------------------------- | ---------------------------------------------------------------------------- | ----------- | ----------- | ----------- | ----------- |
| Azali Assoumani                                          | Convention pour le renouveau des Comores                                     | 16.596      | 15,0        | 81.214      | 41,4        |
| Mohamed Ali Soilihi                                      | Union pour le développement des Comores                                      | 19.541      | 17,6        | 77.736      | 39,7        |
| Mouigni Baraka                                           | Rassemblement Démocratique des Comores                                       | 16.738      | 15,1        | 37.073      | 18,9        |
| Fahmi Said Ibrahim                                       | Unabhängig                                                                   | 16.034      | 14,5        |             |             |
| Larifou Said                                             | Rassemblement pour une initiative de développement avec une jeunesse avertie | 6.795       | 6,1         |             |             |
| Bourhane Hamidou                                         | Unabhängig                                                                   | 6.397       | 5,8         |             |             |
| Mohamed Daoudou                                          | Organisation républicaine pour l’avenir des nouvelles générations            | 4.662       | 4,2         |             |             |
| Said Hachim Achiraffi                                    | Convention pour l’alternance démocratique et l’interaction mutualiste        | 3.229       | 2,9         |             |             |
| Assoumani Aboudou                                        | Union républicaine d’action novatrice pour une gouvernance objective         | 2.847       | 2,6         |             |             |
| Mohamed Issimalia                                        | Unabhängig                                                                   | 2.041       | 1,8         |             |             |
| Salimou Mohamed Amiri                                    | Unabhängig                                                                   | 1.938       | 1,7         |             |             |
| Nassor Mohamed Ali                                       | Unabhängig                                                                   | 1.901       | 1,7         |             |             |
| Mzé Abdou Soulé El-Back                                  | Parti social démocrate de Comores-Dudja                                      | 1.767       | 1,6         |             |             |
| Said Ali Kemal Ed-Dine                                   | Unabhängig                                                                   | 1.570       | 1,4         |             |             |
| Abdouloihabi Mohamed                                     | Alliance politique pour la sauvegarde des institutions                       | 1.377       | 1,2         |             |             |
| Ibrahima Hissani Mfoihaya                                | Alliance des forces progressistes pour le changement                         | 1.366       | 1,2         |             |             |
| Allaoui Said Haimdou                                     | Ulezi                                                                        | 1.055       | 1,0         |             |             |
| Salim Saadi                                              | Unabhängig                                                                   | 1.033       | 0,9         |             |             |
| Cheikh Ahmed Said Abdourahmane                           | Mouvement pour le développement des Comores                                  | 767         | 0,7         |             |             |
| Youssouf Abdou Moinaecha                                 | Unabhängig                                                                   | 735         | 0,7         |             |             |
| Said Ahmed Said Ali                                      | Union comorienne pour le progrès                                             | 573         | 0,5         |             |             |
| Youssouf Said Mahazi                                     | Unabhängig                                                                   | 552         | 0,5         |             |             |
| Mohamed Mohamed Ali Dia                                  | Komor Ya Leo Na Messo                                                        | 535         | 0,5         |             |             |
| Maecha Mtara                                             | Rassemblement national pour de dévelopment-Renewal                           | 455         | 0,4         |             |             |
| Mahamoud Ahmed Wadaane                                   | Les réformateurs des îles face aux impératifs de développement de Comoros    | 443         | 0,4         |             |             |
| Gesamt                                                   | Gesamt                                                                       | 110.947     | 100         | 196.023     | 100         |
|                                                          |                                                                              |             |             |             |             |
| Ungültige Stimmen                                        | Ungültige Stimmen                                                            | 7.214       | 6,1         | 12.026      | 5,8         |
| Wähler                                                   | Wähler                                                                       | 118.161     | 74,5        | 208.049     | 69,1        |
| Wahlberechtigte                                          | Wahlberechtigte                                                              | 158.645     |             | 301.006     |             |
|                                                          |                                                                              |             |             |             |             |
| Quellen: Comores Infos, 1. Wahlgang – 2. Wahlgang – IFES |                                                                              |             |             |             |             |